# Villalba de la Lampreana
Villalba de la Lampreana é um município da Espanha na província de Zamora, comunidade autónoma de Castela e Leão, de área 28,29 km² com população de 297 habitantes (2004) e densidade populacional de 10,50 hab/km².

## Demografia
| Variação demográfica do município entre 1991 e 2004 | Variação demográfica do município entre 1991 e 2004 | Variação demográfica do município entre 1991 e 2004 | Variação demográfica do município entre 1991 e 2004 |
| --------------------------------------------------- | --------------------------------------------------- | --------------------------------------------------- | --------------------------------------------------- |
| 1991                                                | 1996                                                | 2001                                                | 2004                                                |
| 369                                                 | 346                                                 | 306                                                 | 297                                                 |